# Camptomeriphila
Camptomeriphila is een monotypisch geslacht van schimmels dat behoort tot familie Mycosphaerellaceae. Het bevat alleen Camptomeriphila leucaenae.